# Gottfried Kirch

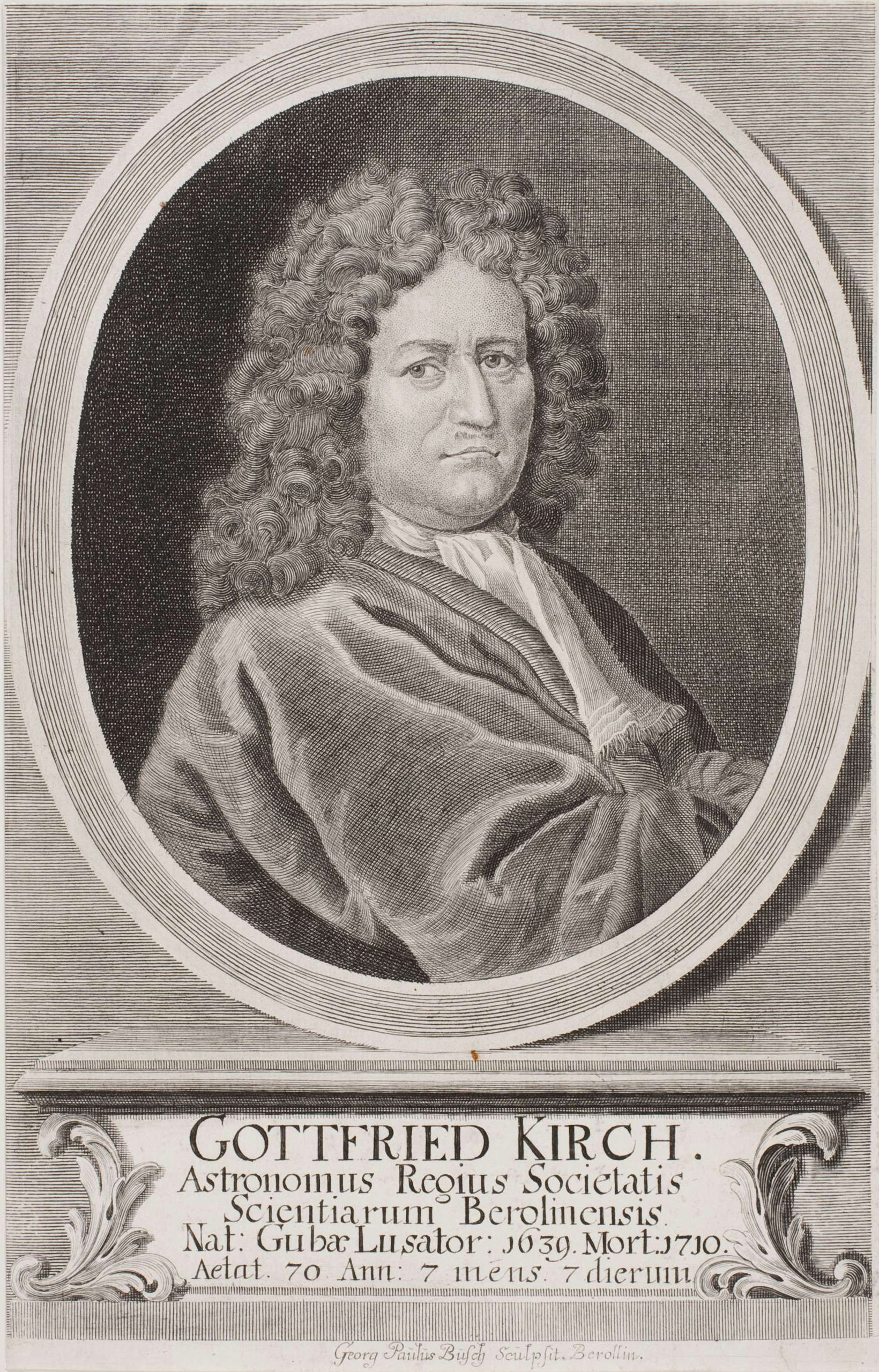

Gottfried Kirch (Guben, 18 december 1639 – Berlijn, 25 juli 1710) was een Duits astronoom en vervaardigde tevens kalenders en optische instrumenten.
Naast het waarnemen van diverse kometen, ontdekte Kirch onder meer de Wilde eendcluster (M11) en de bolvormige sterrenhoop M5.
In 1700 benoemde Frederik I van Pruisen hem als eerste astronoom tot de koninklijke academie van Pruisen. Er is een krater op de Maan alsmede een planetoïde (6841 Gottfriedkirch) naar hem vernoemd.
Gottfried Kirch was getrouwd met Maria Margarethe Winckelmann.